# Europese kampioenschappen veldlopen 1996
De derde editie van de Europese kampioenschappen veldlopen vond op 15 december 1996 plaats in het Belgische Monceau-sur-Sambre, een deelgemeente van de Waalse stad Charleroi.

## Uitslagen

### Mannen Senioren
| Plaats | Atleet            | Land                | Tijd (min.s) |
| ------ | ----------------- | ------------------- | ------------ |
|        | Jon Brown         | Verenigd Koninkrijk | 32.37        |
|        | Paulo Guerra      | Portugal            | 33.12        |
|        | Mustapha Essaïd   | Frankrijk           | 33.19        |
| 4      | Carsten Jørgensen | Denemarken          | 33.20        |
| 5      | Eduardo Henriques | Portugal            | 33.28        |
| 6      | Umberto Pusterla  | Italië              | 33.36        |
| 7      | Vincent Rousseau  | België              | 33.42        |
| 8      | Yann Millon       | Frankrijk           | 33.42        |
| 9      | Vítor Almeida     | Portugal            | 33.43        |
| 10     | Andrea Arlati     | Italië              | 33.44        |
| 11     | José Regalo       | Portugal            | 33.54        |
| 12     | Alejandro Gómez   | Spanje              | 33.59        |

| Plaats | Land                                                                    | Punten        |
| ------ | ----------------------------------------------------------------------- | ------------- |
|        | Portugal Paulo Guerra Eduardo Henriques Vítor Almeida José Regalo       | 2+5+9+11=27   |
|        | Frankrijk Mustapha Essaïd Yann Millon Cédric Dehouck Mohamed Ezzher     | 3+8+17+19=47  |
|        | België Vincent Rousseau Marc Vanderstraeten Koen Van Rie Eric Bouffioux | 7+14+15+23=59 |

### Vrouwen Senioren
| Plaats | Atleet            | Land                | Tijd (min.s) |
| ------ | ----------------- | ------------------- | ------------ |
|        | Sara Wedlund      | Zweden              | 17.04        |
|        | Julia Vaquero     | Spanje              | 17.14        |
|        | Annemari Sandell  | Finland             | 17.19        |
| 4      | Elene Fidatov     | Roemenië            | 17.24        |
| 5      | Albertina Dias    | Portugal            | 17.29        |
| 6      | Claudia Lokar     | Duitsland           | 17.35        |
| 7      | Yamna Oubouhou    | Frankrijk           | 17.36        |
| 8      | Hayley Haining    | Verenigd Koninkrijk | 17.37        |
| 9      | Laurence Vivier   | Frankrijk           | 17.39        |
| 10     | Anja Smolders     | België              | 17.41        |
| 11     | Chryssie Girard   | Frankrijk           | 17.42        |
| 12     | Laurence Duquenoy | Frankrijk           | 17.46        |

De Roemeense Iulia Negura kwam als eerste over de finish in een tijd van 16:58 maar werd later op basis van een controle buiten wedstrijdverband (out-of-competition), welke twee weken voor aanvang van het evenement had plaatsgevonden en de controle na haar overwinning, betrapt op het gebruik van Stanozolol en daardoor verwijderd uit de eindklassering.
| Plaats | Land                                                             | Punten      |
| ------ | ---------------------------------------------------------------- | ----------- |
|        | Frankrijk Yamna Oubouhou Laurence Viver Chryssie Girard          | 7+9+11=27   |
|        | Verenigd Koninkrijk Hayley Haining Andrea Whitcombe Suzanne Rigg | 8+14+17=39  |
|        | België Anja Smolders Véronique Collard Lieve Slegers             | 10+15+18=43 |